# Para-hockey sur glace aux Jeux paralympiques
Le para-hockey sur glace (anciennement appelé hockey sur luge) a fait son entrée aux Jeux paralympiques d'hiver de 1994, qui ont eu lieu à Lillehammer, en Norvège. 
Deux équipes nationales suédoises avaient disputé un match d'exhibition lors des premiers Jeux paralympiques d'hiver d'Ornskoldsvik 1976 en Suède. 
La compétition est ouverte aux femmes puisque la hockeyeuse Britt Mjaasund Øyen (en) a participé au premier tournoi ; cependant peu de femmes intègrent les équipes olympiques et il faut attendre 2018 pour voir une autre hockeyeuse, la canadienne Lena Schroeder puis Yu Jing l'année suivante dans l'équipe de Chine.
À l'issue des Jeux de Pékin de 2022, les États-Unis cumulait le plus grand nombre de médailles d'or (5).

## Palmarès
| Édition             | Or         | Argent  | Bronze       |
| ------------------- | ---------- | ------- | ------------ |
| Lillehammer 1994    | Suède      | Norvège | Canada       |
| Nagano 1998         | Norvège    | Canada  | Suède        |
| Salt Lake City 2002 | États-Unis | Norvège | Suède        |
| Turin 2006          | Canada     | Norvège | États-Unis   |
| Vancouver 2010      | États-Unis | Japon   | Norvège      |
| Sotchi 2014         | États-Unis | Russie  | Canada       |
| Pyeongchang 2018    | États-Unis | Canada  | Corée du Sud |
| Pékin 2022          | États-Unis | Canada  | Chine        |

## Tableau des médailles
| Rang  | Nation       | Or | Argent | Bronze | Total |
| ----- | ------------ | -- | ------ | ------ | ----- |
| 1     | États-Unis   | 5  | 0      | 1      | 6     |
| 2     | Canada       | 1  | 3      | 2      | 6     |
| 3     | Norvège      | 1  | 3      | 1      | 5     |
| 4     | Suède        | 1  | 0      | 2      | 3     |
| 5     | Japon        | 0  | 1      | 0      | 1     |
| 5     | Russie       | 0  | 1      | 0      | 1     |
| 7     | Chine        | 0  | 0      | 1      | 1     |
| 7     | Corée du Sud | 0  | 0      | 1      | 1     |
| Total | Total        | 8  | 8      | 8      | 24    |